# Ilham Jaya Kesuma
Ilham Jaya Kesuma (né le 19 septembre 1978 à Palembang en Indonésie) est un joueur de football international indonésien qui évoluait au poste d'attaquant.

## Biographie

### Carrière en club
Il se classe meilleur buteur du championnat d'Indonésie à deux reprises, en 2002 avec 26 buts puis en 2004 avec 22 buts.

### Carrière en sélection
Ilham Jaya Kesuma reçoit 18 sélections en équipe d'Indonésie entre 2004 et 2007, inscrivant 13 buts.
Il joue son premier match en équipe nationale le 4 septembre 2004, en amical contre Singapour (défaite 2-0).
Il inscrit cinq buts lors des éliminatoires du mondial 2006, avec notamment un triplé contre le Turkménistan en novembre 2004. Il marque ensuite sept buts lors du championnat d'Asie du Sud-Est qui se déroule en fin d'année 2004, avec notamment un triplé contre le Cambodge. L'Indonésie atteint la finale de ce championnat, en étant battue par l'équipe de Singapour. Il dispute ensuite le championnat d'Asie du Sud-Est en 2007, inscrivant un but.

## Palmarès

### Palmarès en club
| Persita Tangerang - Championnat d'Indonésie : - Vice-champion : 2002. - Meilleur buteur : 2002 (26 buts) et 2004 (22 buts). - Championnat d'Indonésie D3 (1) : - Champion : 2000. |  | Persisam Putra Samarinda - Championnat d'Indonésie D2 (1) : - Champion : 2009. |  | Sriwijaya - Championnat d'Indonésie (1) : - Champion : 2011-12 (ISL). |

### Palmarès en sélection
Indonésie
- Championnat d'Asie du Sud-Est :
  - Finaliste : 2004.
  - Meilleur buteur : 2004 (7 buts).